# Steatomys caurinus
Steatomys caurinus és una espècie de mamífer rosegador de la família dels nesòmids. Viu a Benín, Burkina Faso, Costa d'Ivori, Ghana, Mali, el Níger, Nigèria, el Senegal i Togo. Es tracta d'un animal nocturn. Els seus hàbitats naturals són els herbassars i els camps de conreu. És una espècie en risc mínim, és a dir, no sembla que hi hagi cap amenaça significativa per a la seva supervivència. El seu nom específic, caurinus, significa ‘del nord-oest’ en llatí.